# Илсе Кох
Илсе Кох (Дрезден, 22. септембар 1906 — Ајхах, 1. септембар 1967) била је супруга Карла Отa Коха, командата концетрационог логора Бухенвалд.
У историји је остала запамћена због узимања сувенира од коже убијених затвореника са карактеристичним тетоважама. Прича се, мада није потврђено, да је поседовала абажуре направљене од људске коже. Међутим, утврђено је да је њен трпезаријски сто био украшен са смањеним људским главама. Међу логорашима била је позната под именима Вештица из Бухенвалда ("Die Hexe von Buchenwald") и Курва из Бухенвалда ("Buchenwälder Schlampe") због своје садистичке окрутности према њима. 

## Детињство и младост
Рођена је 1906. године у Дрездену, у руралној Саксонији. За време школовања била је позната као тиха и лепо васпитана девојчица. Школу је напустила у петнаестој години када је почела да ради у фабрици, али је убрзо овај посао напустила и запослила се као продавачица у једној књижари. Током 1930. године, у периоду када се Немачка још опорављала од пораза у Првом светском рату постала је члан све популарније Нацистичке партије. Њу су зачарале присталице ове странке које су долазиле у књижару и убрзо је успела да се пробије кроз партијске редове улазећи у љубавне везе са већим бројем есесоваца.
Преко шефа гестапоа Хајнриха Химлера упознала је 1934. године командата Карла Коха, а за њега се удала две године касније. Брак се савршено уклапао у план нацистичке странке о стварању „аријевске расе”. Карл Кох је био пропали банкар, а иза себе је имао један неуспешни брак. Партији се придружио 1931. године и брзо је дошао до самог врха СС официра. Постао је пуковник у концентрационом логору у Сахсенхаузен, близу Берлина где је стекао репутацију „садистичког силеџије”. Захтевао је најстрожију дисциплину, а специјалност му је била да затворенике туче коњским бичем на чијим су се крајевима налазили жилети. Илзи није сметала професија којом се бави њен супруг, јер се она сама уздигла од продавачице до жене официра који је био високо рангиран у војсци.

## Ратни злочини
Карл је 1939. године постављен на место команданта новооснованог концетрационог логора Бухенвалд, а Илсе је са њим дошла као жена команданта. То је био радни логор подигнут 1937. године у Вајмарској области у коме су људи радили до смрти, а био је и успутна станица на путу за Аушвиц где су људи транспортовани до гасних комора. Заједно са логорима Дахау и Захсенхаузен чинио је целину. Између јула 1938. и априла 1945, кроз логор је прошло око 250.000 логораша. Укупан број умрлих се процењује на 56.545.
По доласку у Бухенвалд Карл и Илзе су провели трудећи се да добију друго дете. Нацистичка странка тражила је од својих чланова да имају најмање двоје деце, а да је женина дужност да „усрећи свог мужа, своју породицу, своју децу и свој дом”. Ту филозофију Илзе није хтела да следи и када је овај задатак испуњен, муж је могао да настави са радом и брзо је заборавио на њу, а Илзе је могла да крени са сопственим радом. Водила је луксузни живот, а од затвореника је захтевала да је зову „милостива госпођо”, што је био израз резервисан за племство.
Била је опседнута својим изгледом. Док су затвореници на неколико метара од ње умирали од глади, она се за то време купала у вину.
Године 1941. је постала главни посматрач над неколико женских чувара које су служили у логору. Две године касније постала је командат логора када је њен муж ухапшен због злоупотребе положаја, проневере новца и других прекршаја. Он је отпуштен из логора, док је Илсе остала – сада романтично везана за логорског доктора, Валдемра Ховена.
Док су велике групе женских затвореника приспевале у логор 1944. Илсе је наставила своју владавину терором и командовала над двадесет женских посматрача у Бухенвалду. Имала је бич обложен жилетима на врху који је користила за тортуру над трудним женама. У априлу 1945. Илсе се преселила из логора и наставила да живи у логорском дворишту у добро опремљеној кући. Након што су амерички војници стигли у Бухенвалд, чули су много прича о бившој жени команданта логора и одмах су је ухапсили.

## Суђење
По завршетку Другог светског рата суђено јој је на суду за ратне злочине и 1947. године изречена јој је казна доживитне робије, касније промењена на четири године. Након одслужења две од четири године казне, била је поново ухапшена и суђено јој је на немачком суду за убијање немачких националиста. Осуђена је на доживитну робију. Обесила се у женском немачком затвору у Ајхаху 1. септембра 1967. године. Имала је 60 година.